# Списак сликара/Ћ
| Сликари: A Б В Г Д Ђ Е Ж З И Ј К Л Љ М Н Њ О П Р С Т Ћ У Ф Х Ц Ч Џ Ш |

## Ћ
Стојан Ћелић, (1925—1992), српски сликар
Живојин Ћелић, (1954-2020), српски сликар
Томаш Ћећерски, пољски сликар
Јелица Ћулафић, сликар
| Сликари: A Б В Г Д Ђ Е Ж З И Ј К Л Љ М Н Њ О П Р С Т Ћ У Ф Х Ц Ч Џ Ш |